# カークウッド駅 (ミズーリ州)
カークウッド駅（英語：Kirkwood Station）はミズーリ州のカークウッド ウェスト・アーゴン・ドライブ110にある駅。全米各地を結ぶ旅客鉄道のアムトラックが乗り入れている。

## 歴史
ロマネスク様式のカークウッド駅はミズーリ・パシフィック鉄道によって1893年に建てられた。

## 利用可能な鉄道路線／列車

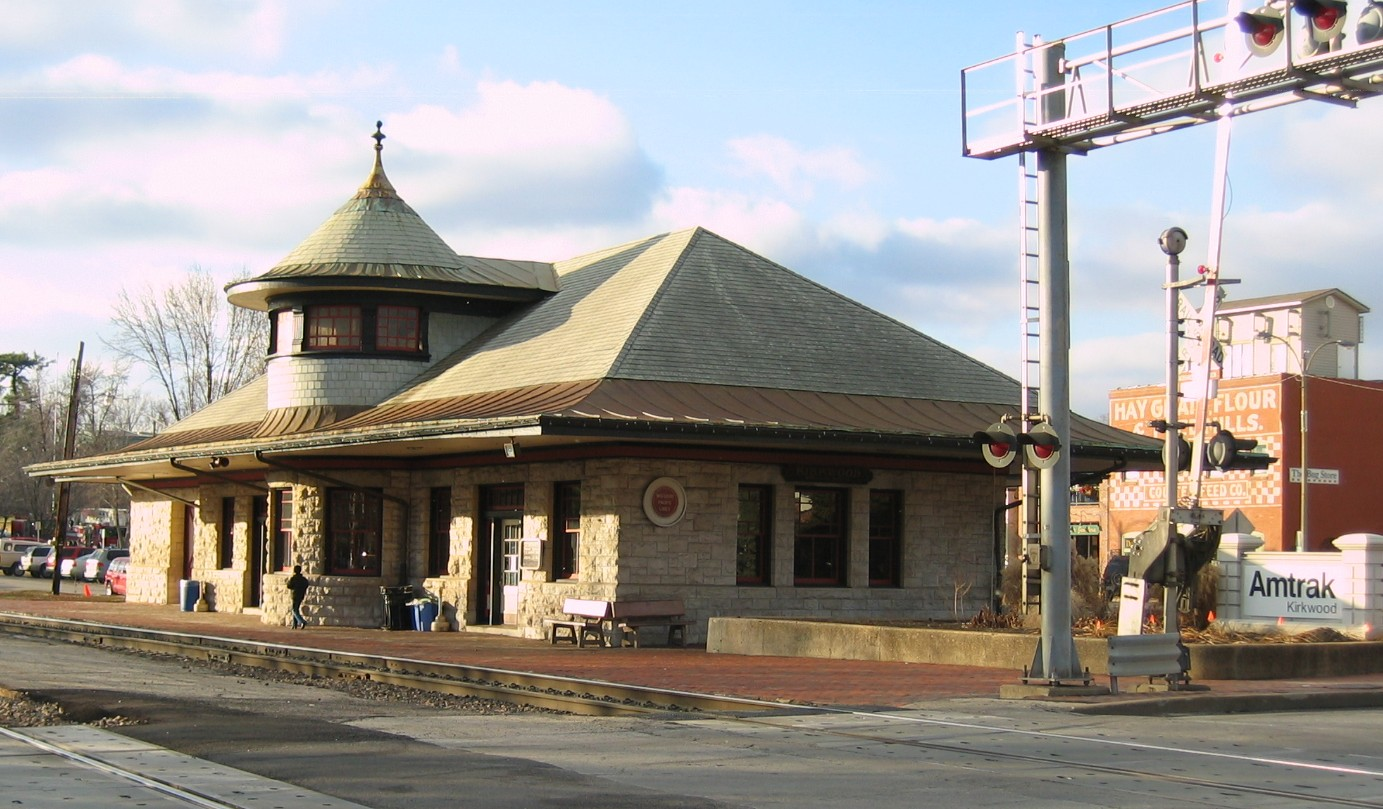
アムトラックのカークウッド駅

アムトラックのカークウッド駅に発着する列車は下記の通り。
カンザスシティとセントルイス間の昼行中距離列車ミズーリ・リバー・ランナー号…1日2往復停車